# ريمينغتون كيلوغ
ريمينغتون كيلوغ (بالإنجليزية: Remington Kellogg)‏ هو عالم حيوانات أمريكي، ولد في 5 أكتوبر 1892 في دافنبورت في الولايات المتحدة، وتوفي في 8 مايو 1969 في واشنطن العاصمة في الولايات المتحدة.